# Hồ Hán Thương
Hồ Hán Thương, mort en 1407, est l'empereur du Đại Việt (ancêtre du Viêt Nam) de 1401 à 1407 et le second et dernier représentant de la dynastie Hồ. C'est la dynastie Trần postérieure qui succèdera à Hồ Hán Thương.

## Biographie
Fils de Hồ Quý Ly, celui qui a renversé la dynastie Trần. Hồ Hán Thương remplace Hồ Quý Ly sur le trône du Đại Việt lorsque celui-ci abdique en sa faveur en 1401, à l'âge de 66 ans.

### Liste des Hồ
- Hồ Quý Ly,
- Hồ Hán Thương